# 위난
위난(余男, 1978년 9월 5일 ~ )은 중화인민공화국의 배우이다.

## 출연 작품
- 재회
- 콜드 하버
- 특수부대 전랑 2 - 롱 시아오윈 역
- 플레져. 러브.
- 소년 - 한윤 역
- 봉화방비
- 익스플로전 - 샤오 홍 역